# Giovanni Rindler
Giovanni Rindler (* 1958 in Bruneck in Südtirol) ist ein italienischer Bildhauer. Er lebt und arbeitet in Wien.

## Leben und Wirken
Giovanni Rindler absolvierte von 1974 bis 1979 seine Holzbildhauerlehre und Gesellenzeit in Südtirol. Zwischen 1979 und 1981 war er in der Meisterschule für Bildhauerei in Graz bei Josef Pillhofer. Ab 1982 besuchte er die Akademie der bildenden Künste Wien und lernte bei Joannis Avramidis. 1986 erhielt er sein Diplom; er ist seitdem als freischaffender Künstler tätig.
Rindler ist mit der Künstlerin Brigitte Trieb (* 1965) verheiratet.

## Ausstellungen
- 1995: Epl Ragenhaus, Bruneck/Italien
- 1996: Stromboli Hallin Tirol
- 1996: Schloss Prösels, Völs am Schlern
- 1997: Galleria, Wien
- 2000: National Gallery for Foreign Arts, Sofia/Bulgarien
- 2002: Galerie Sur, Wien
- 2003: Centro Cultural Pablo Picasso, Torremolinos/Spanien
- 2004: Ragenhaus, Bruneck
- 2004: Steinhaus, Ahrental
- 2005: Klosterneuburg
- 2005: Galerie Time, Wien
- 2005: Galerie Museum, Treffen
- 2006: Galerie Sur/Wien
- 2006: Altes Rathaus, Wien
- 2007: „Gemeinschaft“ – Holzschnittausstellung Galerie Sur/Wien
- 2008: Villa Claudia, Feldkirch
- 2008: Galerie der Freischaffenden, Wien
- 2008: Galerie Arthouse, Bregenz
- 2009: Galerie der Freischaffenden Wien
- 2009: Villa Falkenhorst Thüringen Vbg.
- 2010: Volkshochschule Alsergrund
- 2010: Galerie Museum, Treffen
- 2010: Galerie Kontur, Wien
- 2010: Stift Seitenstetten
- 2010: Blumenegg Skulpturenpark Vbg.
- 2011: Galerie Kontur, Wien
- 2011: Galerie Maier, Innsbruck
- 2011: Museum Ladin, St. Martin, Italien
- 2011: „von Leopold gesammelt“, Galerie Kontur
- 2011: „Das Kreuz in der Bildhauerei“, Ausstellungen in NÖ
- 2011/2012: „The excitement continues“, Museum Leopold, Wien
- 2012: „Das Kreuz in der Bildhauerei“, Dommuseum, Wien
- 2012: „Nacktheit dein Name sei Akt – Unschuld – Schönheit“, Ausstellungen in NÖ
- 2012: Galerie Arthouse, Bregenz
- 2012: Galerie Prisma ‚Coletiva‘ Bozen
- 2012/2013: Stadtgalerie Amthof, Feldkirchen
- 2013: Wasserturm, Wien
- 2013: Galerie Chobot, Wien
- 2013: „Junge Kunst“, Stadtmuseum Bruneck
- 2014: „Zeichnungen“, Stadtmuseum Bruneck
- 2015: Galerie Lehner, Wien
- 2015: „Zeichnungen“, Galerie Chobot

## Auszeichnungen
- 1986: Theodor-Körner-Preis[2]
- 1986: Meisterschulpreis
- 1992: Sonderpreis Brunnenwettbewerb, Krems
- 1993: Ausführung des Denkmales „700 Jahre St. Vigil“